# Keith Murray (rapper)
Keith Murray (Suffolk County, New York, 29 mei 1974) is een Amerikaanse rapper. Hij is lid van het rapperstrio Def Squad, samen met Redman en Erick Sermon. Maar Keith Murray is vooral bekend als solo-artiest, en door samenwerkingen met andere bekende rappers.

## Jeugd
Keith Murray kende een moeilijke jeugd. Zijn ouders waren verslaafd aan drugs, en stierven toen Murray nog erg jong was. Zijn vader stierf aan een leverziekte. Later overlijden ook zijn moeder en zus aan aids. Sinds 2001 is Keith Murray getrouwd met Tammy Brook.

## Muziek
Voor Keith Murray bekend was in de hiphop-wereld, deed hij een rapbattle met Big Daddy Kane, wereldwijd een van de grootste MC's. Murray won niet, maar kreeg respect van Kane. Later leerde Murray Erick Sermon kennen, die hem aan een platencontract bij Jive Records hielp. In 1994 volgde dan het eerste album, The Most Beautifullest Thing in This World. Het tweede album Enigma, kwam er in 1996. Het album It's a Beautiful Thing werd in 1999 uitgebracht, maar voor de derde keer op rij daalde de verkoop. In 2001 kwam Murray sterk terug met de hit Fatty Girl, een single uit de compitlatie The Good Life, van Fubu. Murray werkte ondertussen ook samen met R. Kelly, voor het nummer Home Alone. In 2003 verliet Keith Murray Jive en tekende bij Def Jam. Daar bracht hij het album He's Keith Murray uit. Zijn vijfde solo-album wordt verwacht in augustus 2007, en gaat RAP-MURR-PHOBIA heten.

## Discografie

### Singles
| Single met eventuele hitnotering(en) in de Nederlandse Top 40 | Datum van verschijnen | Datum van binnenkomst | Hoogste positie | Aantal weken | Opmerkingen                                |
| ------------------------------------------------------------- | --------------------- | --------------------- | --------------- | ------------ | ------------------------------------------ |
| Shorty (You keep playin' with my mind)                        | 1998                  | 18-07-1998            | tip9            | -            | met Imajin / Nr. 64 in de Single Top 100   |
| Home alone                                                    | 1998                  | 14-11-1998            | tip13           | -            | met R. Kelly / Nr. 70 in de Single Top 100 |

- Bibliothèque nationale de France: cb13993432f (data)
- Gemeinsame Normdatei: 135026814
- International Standard Name Identifier: 0000 0000 7989 4246
- Library of Congress Control Number: n97085885
- MusicBrainz: df6bcd60-5353-49ca-8cbf-0c748b0a16f3
- Nationale Bibliotheek van Israël: 987012502573605171
- Système universitaire de documentation: 094327440
- Virtual International Authority File: 32193435
- WorldCat: E39PCjF3Cjv8H3jTfRh4BrBhXm